# Diplotaxis truncatula
Diplotaxis truncatula är en skalbaggsart som beskrevs av Leconte 1856. Diplotaxis truncatula ingår i släktet Diplotaxis och familjen Melolonthidae. Inga underarter finns listade i Catalogue of Life.